# Pseudodicliptera sulfureolilacina
Pseudodicliptera sulfureolilacina är en akantusväxtart som beskrevs av Raymond Benoist. Pseudodicliptera sulfureolilacina ingår i släktet Pseudodicliptera och familjen akantusväxter. Inga underarter finns listade i Catalogue of Life.